# 国家宗教自由日
每年的1月16日是美国的国家宗教自由日（英語：National Religious Freedom Day），为的是纪念1777年1月16日時任代表托马斯·杰斐逊起草，1786年1月16日於維珍尼亞议会通過《弗吉尼亚宗教自由法令》（Virginia Statute for Religious Freedom），最後被納入美國憲法第一修正案。自1993年起每宗教自由日前夕，美国总统都会发布文告，重申宗教自由对美国社会的重要性。
 本文全部或部分内容来自美国联邦政府所属的美国国务院国际信息局网站“雾谷飞鸿”。根据版权条款，其发布的内容属于公有领域。